# 김신덕
김신덕(金信德, 1982년 7월 17일~)은 대한민국의 스타크래프트 프로게이머이다. 2005년 은퇴.

## 경력
2001년 코카콜라배 온게임넷 스타리그와 SKY배 온게임넷 스타리그에서 2회 연속 본선 16강에 진출하였으나, 이후 2005년 은퇴시점까지 실질적으로 양대 하부리그의 오프라인 예선을 뚫은 적이 없어 개인리그에서는 두각을 나타내지 못하였다.

### 양대 메이저리그
- 2001년 코카콜라배 온게임넷 스타리그 16강
- 2001년 SKY배 온게임넷 스타리그 16강

### 하부리그 예선 및 기타리그
- 2002년 NATE배 온게임넷 스타리그 예선 (vs 임정호 0:2 패)
- 2002년 온게임넷 2002 1차 챌린지리그 예선 (vs 허용석 1:2 패)
- 2002년 겜비씨 2차 KPGA 예선 (vs 방현성 0:2 패)
- 2002년 겜비씨 3차 KPGA 예선 (vs 김광훈 0:2 패)
- 2002년 온게임넷 2002 2차 챌린지리그 예선 (vs 오창종 0:2 패)
- 2002년 WCG 2002 1차 예선 (vs 김중엽 0:2 패)
- 2002년 겜비씨 4차 KPGA 예선 (vs 변길섭 0:2 패)
- 2002년 온게임넷 2002 3차 챌린지리그 예선 (vs 이창훈 1:2 패)
- 2003년 온게임넷 2003 1차 챌린지리그 예선 (vs 이주영 1:2 패)
- 2003년 스타우트 MSL 오프라인 예선 (vs 전태규 1:2 패)
- 2003년 WCG 2003 1차 예선 (vs 손승완 1:2 패)
- 2003년 온게임넷 2003 2차 챌린지리그 예선 (vs 조민웅 0:2 패)